# Darthula
Darthula est un personnage féminin mythique celtique créé par James Macpherson. Fortement inspiré du personnage de  Deirdre de la mythologie celtique irlandaise, l’histoire de Darthula est racontée dans Poems of Ossian (1760-1763) de Macpherson. Elle est la fille de Colla. Alors qu'elle est retenue captive par le rebelle Cairbar, Darthula aperçoit Nathos, le fils d'Usnoth, dont elle tombe amoureuse. Nathos lui rend son sentiment et la libère. Comme l'armée de Nathos l'a délaissé pour se joindre aux forces rebelles, Nathos est forcé de prendre la fuite avec ses frères. Darthula le suit dans ce départ à bord du vaisseau. Mais, les vents contraires soufflent et la tempête ramène leur embarcation sur les côtes de l’Irlande à l’endroit même où campent leur ennemi Cairbar et son armée. Après s’être battus vigoureusement et avec courage, les frères tombent sous le nombre. Et Darthula meurt aussi. 

## Le poème de Macpherson
Le poème raconte la dernière nuit de Nathos, Darthula, Althos et Ardan. Ces quatre personnages sont sur un vaisseau, sur la mer près du campement de Cairbar, pendant une nuit de tempête. Tout au cours de cette nuit, le poème présente l’histoire des personnages, les batailles qu’ils ont livrées, leurs amours, etc. Les paroles de Nathos et Darthula sont rapportées. 
Le poème de Macpherson commence avec une invocation à la lune : « À ton aspect, les nuées s’éclaircissent, et tes rayons argentent leurs flancs obscurs. Qui peut marcher ton égale dans les cieux, fille paisible de la nuit ? ».
Suit la présentation des trois fils d’Usnoth: « Nathos fend l’abîme des mers. Althos et Ardan, ses frères, l’accompagnent, leur vaisseau roule au milieu des ténèbres ».
Vient la présentation de Darthula, la fille du roi Colla. Le poème raconte la très grande beauté de Darthula, la compare à un doux fantôme envoyé du ciel : « She is like the fair ghost of heaven… ».
Puis, le poème raconte différentes batailles, comme en flash-back, via la voix de Darthula ou de Nathos. Quand Cairbar, le rebelle, usurpa le trône irlandais à la mort de Cuchulinn -le régent du jeune roi Cormac-, puis tua Cormac. Le père et le frère de Darthula perdent la vie en essayant de repousser Cairbar. Darthula est alors maintenue captive par Cairbar qui est amoureux d'elle. Et Darthula, triste, raconte : « Depuis ce jour funeste, il m’a dit les paroles de l’amour ; mais mon âme était navrée de douleur. Je voyais les boucliers de mes pères, le glaive de Truthil, ce héros que j’aime ; je voyais les armes de mes amis morts, et les pleurs inondaient mes joues ».
Darthula rêvait d’échapper à l’amour de Cairbar. Quand, du haut de la tour couverte de mousse du château Semela, elle aperçut  Nathos, son cœur frémit. 
« It was then Darthula beheld thee, from the top of her mossy tower: from the tower of Selama, where her fathers dwelt. ».
Et Darthula tombe amoureuse de Nathos : « Ah ! puissé-je me voir délivrée de l’odieux amour de ce guerrier farouche, pour me réjouir en présence de Nathos ! Heureux les rochers d’Etha ! ils frémiront sous les pas de mon bien-aimé, ils entendront sa voix sonore, quand les vents soulèveront sa noire chevelure ! ».
Nathos libère Darthula qui le suit pour échapper à l’amour de Cairbar. Nathos et ses frères, abandonnés par leur armée qui a joint les rangs de celle de Cairbar, tentent de rentrer en Écosse en vaisseau. Mais la tempête fait rage, et le  vaisseau sur lequel ils voguent est ramené vers les côtes d’Irlande, près du campement de Cairbar : « The halls of Cairbar are near ; ant the towers of the foe lift their heads ».
Nathos, à la fin de cette dernière nuit, parti  en reconnaissance sur les berges, revient en disant qu’ils sont en terre ennemie, sur les terres de Cairbar. Les vents ont joué contre eux. 
« We are in the land of strangers, in the land of car-borne Cairbar. The winds have deceived us, Darthula…
Ils se préparent au pire, prêts à affronter la bataille. En effet, Cairbar les attend avec son armée. Darthula, qui a appris le maniement des armes lors de plusieurs expéditions de chasse, décide de se joindre aux fils d'Usnoth parce qu'elle ne veut pas voir les murs du sombre Cairbar.  
« O Nathos, said the rising foul of the maid, never shall Darthula behold the halls of gloomy Cairbar. Give me those arms of brass, that glitter to that passing meteor, I see them in the dark-bosomed ship! Darthula will enter the battle of steel.. ».
Les trois frères et Darthula se battent avec vigueur et courage : « Nathos rushed forward, in his strength, nor could Darhula stay behind. She came with the hero, lifting he shining spear. And who are they in their armour, in the pride of youth? Who but the sons of Usnoth, Althos and dark-haired Ardan? ».
Après s’être défendus, les trois frères sont dépassés par les forces de l’armée de Cairbar qui ordonne à ses archers de tirer sur eux. Les trois fils d’Usnoth tombent. 
« Then Cairbar ordered his people, and they drew thousand bows. A thousand arrows flew; the sons of Usnoth fell. They fell like three young oaks which stood alone on the hill… ».
Quant à Darthula, elle reste debout, remplie de douleur, témoin de la perte de ces trois héros. Il n’y a pas de larmes dans ses yeux, mais son regard est étrange, triste. Et Clairbar vient vers elle, arrogant, lui demandant où est son amant.
« Where is thy lover, now? the car-borne chief of Etha? ».
Mais, Darthula laisse tomber son bouclier et tombe sur Nathos :
« Son sein d’albâtre est découvert, mais il est ensanglanté : une flèche cruelle l’avait percé. Elle tombe, comme un flocon de neige, sur le corps de Nathos ; sa noire chevelure enveloppe le visage de son bien-aimé, et leur sang se mêle sur la terre ».

## Proverbe
Quand une femme est très belle, on dit : « she is as lovely as Darthula » (Elle est aussi belle que Darthula).

## Musique
Le poème de Darthula, écrit par James Macpherson a été utilisé à plusieurs reprises dans le monde musical :
- Thomas Linley le vieux, compositeur britannique : Daughter of Heav'n, fair art thou! Darthula. Pièce pour soprano et orchestre[7].
- Johannes Brahms, compositeur allemand : Darthula chant de la tombe, opus 42, nr3, 1861, pour chœur mixte. A cappella.
- Selim Palmgren, compositeur finlandais : Darthulas gravsång for Male Choir, Op posth., (reference : T. Tommila[8]